# Jiutou Zhiji Jing

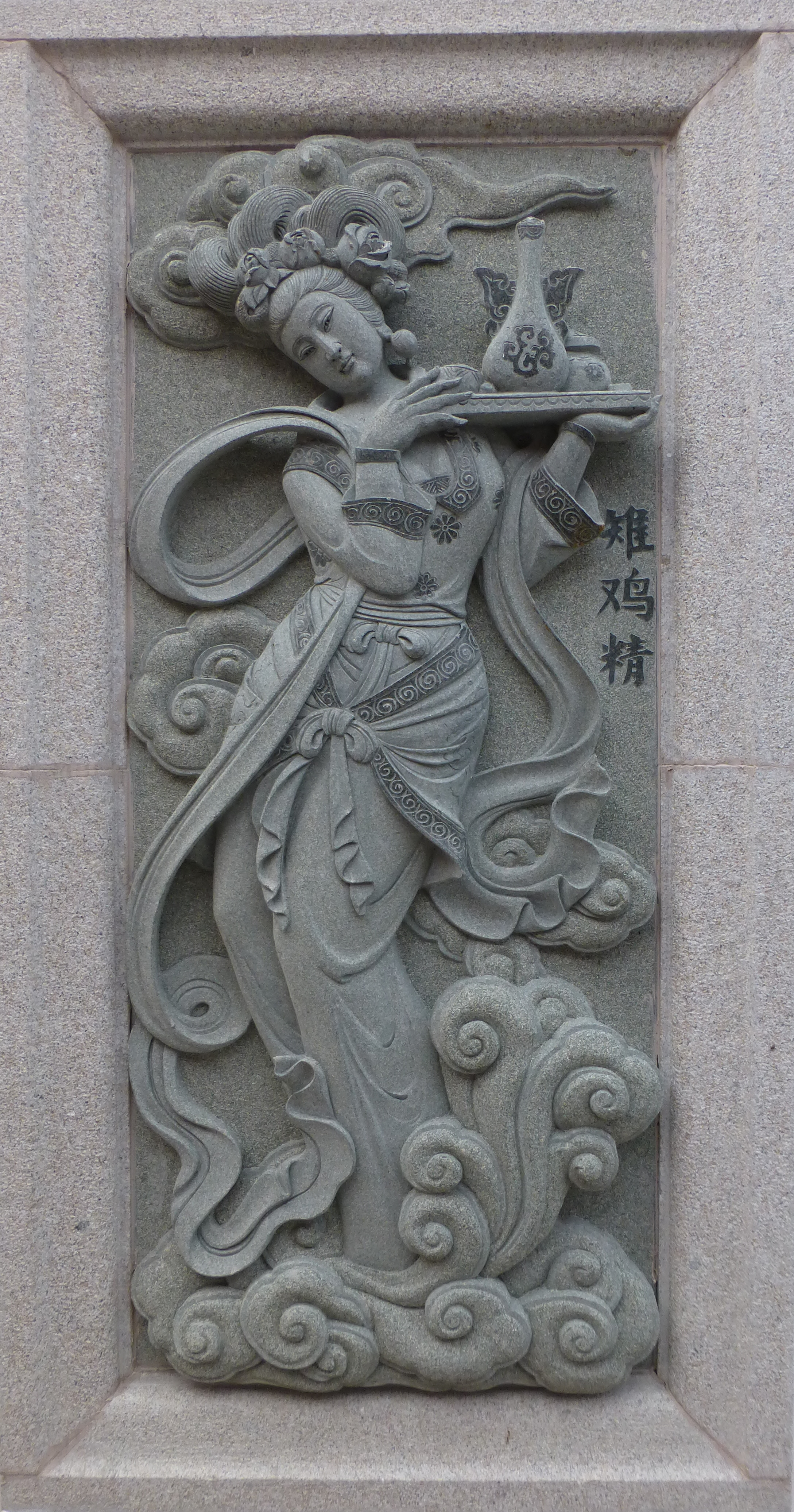
027 Zhi ji Jing, Investiture des dieux à Ping Sien Si, Pasir Panjang, Perak, Malaisie Photographie du temple Ping Sien Si à Perak, Malaisie.

Jiutou Zhiji Jing (chinois : 九头雉鸡精 ; pinyin : Jiǔtóu Zhìjī Jīng) est un yaojing originellement faisan a neuf têtes. C'est un personnage du roman chinois L'Investiture des dieux. 
Tout comme Pipa Jing et Daji, Zhiji Jing est un des trois spectres sous le contrôle de Nuwa. Zhiji Jing porte une grande robe rouge, une ceinture de soie autour de ses maigres hanches et des petits chaussures en lin rouge. Elle possède aussi des yeux beaux comme un lac d'Automne. Une fois, Daji s'est rendue sur la tombe de l'Empereur Jaune pour retrouver Zhiji Jing et les autres Femme-renards, c'est là que Zhiji Jing apparaît pour la première fois dans le roman.
Daji avait l'intention d'emmener ses amies à un banquet, déguisées en vierges des cieux afin de tromper le roi. Une fois que les vraies formes de Zhiji Jing et de ses alliées furent révélées au Vice Premier Ministre Bi Gan (en), et que chaque spectre retrouva son corps d'origine, Huang Feihu apparut et brûla leurs maisons ; une résolution qui tua tous les spectres en dehors de Splendor elle-même. Par la suite, Daji revint sur la tombe de l'Empereur Jaune et ne trouva plus que sa sœur Zhiji Jing, seule survivante. Toutefois, elle revint à Zhaoge avec Daji déguisée en une femme plus belle encore. Dès lors déguisée en femme, Zhiji Jing jouera dans les machinations de sa sœur en passant son temps avec le Roi Zhou. Elle décida de rester avec le roi à Zhaoge plutôt que de vivre dans les montagnes comme avant.